# ふれあいシャトル

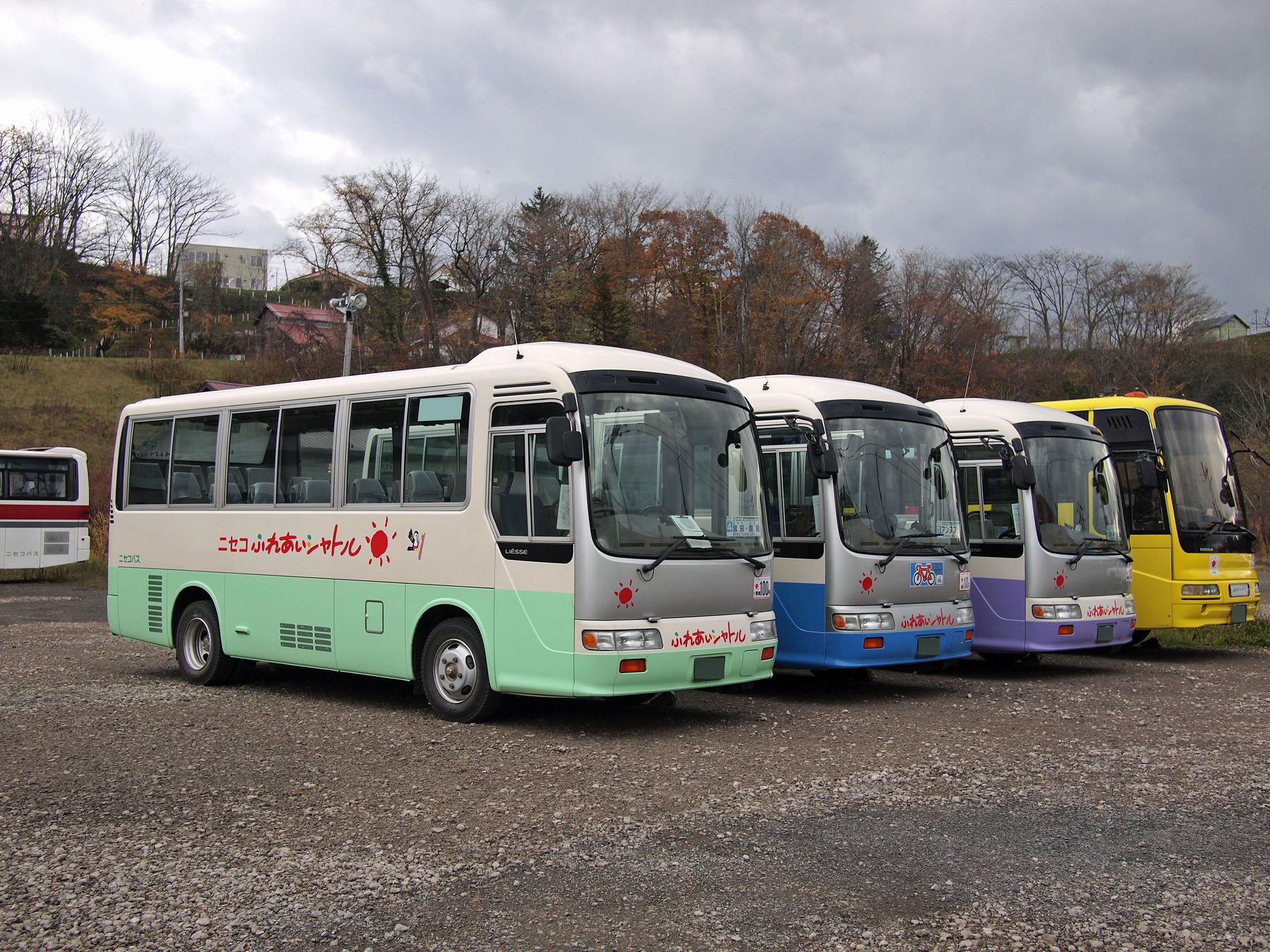
運行車両

ふれあいシャトルは、北海道虻田郡ニセコ町がかつて運行していたコミュニティバスである。
ニセコ町の公式ホームページでは「（ニセコ）町内循環バス「ふれあいシャトル」」と案内されていたが、ニセコバスの専用車両には「ニセコふれあいシャトル」と表記されていた。

## 概要
2002年4月に、それまでニセコ町が独自に運行していたスクールバス、福祉バスとニセコバスの一部路線を整理統合する形で運行開始。それに伴いニセコバス福井線（蘭越出張所 - 昆布駅前 - ニセコ駅前）は運行回数が大幅に削減されている。また、運行開始以前にもニセコ町内のスクールバスはニセコバスに運行委託されており、その当時からニセコバスの車両がスクールバスとして使用されていた。
運行開始当初は貸切車両を間合い運用していたが、親会社である北海道中央バス及びグループ会社の貸切事業再編によりニセコバスの貸切事業のウェイトが大きくなったため北海道中央バス及びその系列バス会社から車両を移籍した上でふれあいシャトル専用車として運用している。車両は三菱ふそうトラック・バスのエアロミディが主に使用されていた。
運賃は1乗車100円で小学生は半額の50円、未就学児童は無料で乗車でき、また、ニセコ町内の小・中学校およびニセコ高等学校へ通学する場合は教育委員会発行の乗車証明書を提示することで通学時の運賃が無料となっていた。
また、高齢者や障害者は、停留所にかかわらずフリー乗降が可能。ただし、国道5号及び道道岩内洞爺線上ではフリー乗降ができない。
2008年5月から、乗合バスでは日本初となる、車外後方に自転車を積める特製キャリアを開発。上り利用の際に自転車を積載しての乗車を可能とした。
2012年9月30日をもって運行を終了し、以後はスクールバスおよびデマンドバスによる運行となった。

## 路線
運行本数は2007年4月改正時点。運行路線は登校時のスクールバスの代替になる「早朝便」と福祉バス及び下校時のスクールバスの代替となる「循環便」の2種類に分かれている。それぞれの運行路線及び経路については外部リンク参照。
- 早朝便

ニセコ町内各地から登校時のスクールバスの代替として登校時間に合わせて7路線、各1便が運行されている。ただし春・夏・冬休み等の学休日は運休する。また、一般の利用も可能。
- 循環便

福祉バス及び下校時のスクールバスの代替としてニセコ駅前を起終点として5路線、それぞれ午前1便、午後3便（休日は1便）運行されている。